# Буцкий, Василий Лазаревич
Василий Лазаревич Буцкий (1908 — 1962) — разведчик взвода пешей разведки 91-го гвардейского стрелкового полка (33-я гвардейская стрелковая дивизия, 13-й гвардейский стрелковый корпус, 43-я армия, 3-й Белорусский фронт), гвардии красноармеец, участник Великой Отечественной войны, кавалер ордена Славы трёх степеней.

## Биография
Василий Лазаревич родился в 1908 году в селе Терпение Мелитопольского уезда Таврической губернии (ныне Мелитопольский район, Запорожская область, Украина) в крестьянской семье. Русский. Окончил 2 класса. Работал пастухом. В 1926 году переехал в город Керчь. Работал чугунщиком доменной печи на Керченском металлургическом заводе имени Войкова, а с 1932 года – горновым доменной печи на этом же заводе.
В РККА и в действующей армии с октября 1943 года. Воевал на 4-м Украинском, 1-м Прибалтийском и 3-м Белорусском фронтах. Принимал участие в Крымской, Шяуляйской, Мемельской и Восточно-Прусской наступательных операциях. В боях дважды был ранен.
С января 1944 года 33-я гвардейская стрелковая дивизия обороняла полосу с передним краем по берегу реки Днепр в районе села Британы (ныне поселок городского типа Днепряны Херсонская область). 

За период с 16 января по 10 февраля 1944 года стрелок-снайпер 1-й огневой роты гвардии рядовой Буцкий Василий Лазаревич, находясь в обороне огнем из снайперской винтовки уничтожил 4 немецких солдат и 1 офицера, находившихся на правом берегу реки Днепр— из приказа о награждении
Приказом командира полка майора Завьялова № 2/н от 15.02.1944 года награждён медалью «За боевые заслуги».
В ходе Крымской наступательной операции при овладении оборонительным рубежом противника по реке  Бельбек в районе села Бельбек (ныне Фруктовое Нахимовского районного совета города Севастополь)

 18 апреля 1944 года стрелок ефрейтор В. Л. Буцкий в числе первых ворвался во вражескую траншею, огнем из автомата и гранатами уничтожил 11 немецких солдат, тем самым способствовал быстрому занятию траншеи и закрепления в них гвардейцев— К ордену Славы 3-й степени
Приказом командира 33-й гвардейской стрелковой дивизии гвардии генерал-майора Волосатых П. М. 15 мая 1944 года гвардии красноармеец Буцкий Василий Лазаревич награжден орденом Славы 3-й степени.
В июле 1944 года 33-я гвардейская стрелковая дивизия была передислоцирована в полосу 1-го Прибалтийского фронта, а в январе 1945 года включена в состав 3-го Белорусского фронта. Буцкий В. Л. был переведен во взвод пешей разведки полка. В ходе Восточно-Прусской наступательной операции 3 февраля 1945 года он действовал в составе разведывательной группы, которая выполняла боевое задание в районе населенного пункта Форкен (ныне поселок Подорожное Зеленоградского района Калининградской области). Скрытно пробравшись в населенный пункт, разведчики внезапно ворвались в дом, где размещалась группа пехоты противника. В боевом столкновении были уничтожены 6 немецких солдат, захвачены в плен 1 штабс офицер и 1 солдат. Пленные дали необходимые командованию сведения о системе обороны населенного пункта. Также захватил один исправный ручной пулемёт.
Приказом командующего 43-й армией генерал-лейтенанта Белобородова А. П. 12 марта 1945 года гвардии красноармеец Буцкий Василий Лазаревич награждён орденом Славы 2-й степени.
5 апреля 1945 года  с разведчиками в районе города Кёнигсберг (ныне город Калининград) скрытно проник в траншею противника, в рукопашной схватке поразил несколько вражеских солдат, забросал гранатами блиндаж, вывел из строя станковый пулемет. Разведчики захватили 2 пленных, давших командованию необходимые сведения о группировке и замыслах противника.
Указом Президиума Верховного Совета СССР от 19 апреля 1945 года за образцовое выполнение боевых заданий командования на фронте борьбы с немецкими захватчиками и проявленные при этом доблесть и мужество гвардии красноармеец Буцкий Василий Лазаревич награжден орденом Славы 1-й степени.
Во второй половине 1945 года В. Л. Буцкий был демобилизован. Вернулся на родину. Работал в колхозе. В 1950 году переехал в город Караганда (Казахстан). Работал горновым доменной печи на Карагандинском металлургическом заводе.
Умер в 1962 году.

## Награды
- Полный кавалер ордена Славы:
  - орден Славы I степени (19.04.1945)[5]
  - орден Славы II степени (12.03.1945))[6];
  - орден Славы III степени (15.05.1944)[7];
- медали, в том числе:
  - «За боевые заслуги» (15.02.1944)[8]

- - «За победу над Германией в Великой Отечественной войне 1941—1945 гг.» (9 мая 1945[9])
  - «За взятие Кёнигсберга» (9.6.1945)

## Память
- Имя полного кавалера ордена Славы увековечено в Главном Храме Вооружённых сил России, и навсегда запечатлено на мемориале «Дорога памяти» [10].